# Wiedemannia uncinata
Wiedemannia uncinata är en tvåvingeart som beskrevs av Sinclair 1997. Wiedemannia uncinata ingår i släktet Wiedemannia och familjen dansflugor. Inga underarter finns listade i Catalogue of Life.